# Жауме Колет Сера
Жауме Колет Сера (енгл. Jaume Collet-Serra; Барселона, 23. март 1974) шпански је филмски режисер и продуцент.
Познат је по режији хорор римејка Кућа од воска (2005), Дизнијевом фудбалском филму Гол 2: Остварење сна (2007), психолошком хорору Сироче (2009) и сарадњи са америчким глумцем Лијамом Нисоном у акционим трилерима Безимени (2011), Нон-стоп (2014), Ноћна потера (2015) и Путник (2018).

## Филмографија
- Кућа од воска — 2005.
- Гол 2: Остварење сна — 2007.
- Сироче — 2009.
- Безимени — 2011.
- Нон-стоп — 2014.
- Ноћна потера — 2015.
- Опасност из дубине — 2016.
- Путник — 2018.
- Крстарење џунглом — 2021.
- Црни Адам — 2022.
- Ручни пртљаг — 2024.